# Gerard Piqué
Gerard Piqué Bernabéu (pron. catalana: /ʒəˈɾart piˈke bər.nəˈβew/; Barcellona, 2 febbraio 1987) è un imprenditore, dirigente sportivo ed ex calciatore spagnolo, di ruolo difensore, presidente del FC Andorra. Con la nazionale spagnola è diventato campione del mondo nel 2010 e campione d'Europa nel 2012.
Considerato uno dei migliori difensori della sua epoca, con 37 trofei conquistati risulta essere uno dei dieci giocatori più vincenti della storia del calcio. Nel suo palmares vanta una Coppa di Lega inglese, un Community Shield, un campionato inglese, otto campionati spagnoli, sette Coppe del Re, sei Supercoppe spagnole, quattro UEFA Champions League, tre Supercoppe UEFA e tre Coppe del mondo per club FIFA.
Con la nazionale spagnola, ha partecipato a tre campionati del mondo (2010, 2014 e 2018), a due campionati europei (2012 e 2016) e a due Confederations Cup (2009 e 2013), vincendo il Mondiale 2010 e l'Europeo 2012 e raggiungendo la piazza d'onore nella Confederations Cup 2013.
Dopo il ritiro è divenuto presidente della FC Andorra, militante in Segunda División spagnola, di cui già aveva acquisito le quote nel dicembre 2018 tramite la società d'investimenti Kosmos Global Holding, che opera anche nel campo degli e-sports.

## Biografia
Nato a Barcellona, suo padre Joan è un noto avvocato, mentre la madre Montserrat è direttrice dell'Institut Guttmann, una clinica medica specializzata nella cura e riabilitazione di pazienti colpiti da lesioni spinali. Ha anche un fratello minore, Marc. Il nonno materno, Amador Bernabéu, è stato un membro della dirigenza del Barcellona, di cui aveva vestito la carica di vice-presidente.
È stato fino al 2022 il compagno della cantante colombiana Shakira. I due si sono conosciuti nel 2010, dopo che il calciatore spagnolo ha preso parte alla realizzazione del video dell'inno ufficiale del campionato mondiale di calcio di quell'anno, Waka Waka (This Time for Africa), di cui la cantante è stata interprete. La coppia ha avuto due figli: Milan Piqué Mebarak, nato il 22 gennaio del 2013, e Sasha Piqué Mebarak, nato il 29 gennaio del 2015.
Nel 2017, ha fondato insieme ad altri quattro imprenditori (fra cui Hiroshi Mikitani, proprietario dell'azienda giapponese Rakuten) la società d'investimento Kosmos Global Holding, conosciuta più semplicemente con il nome di Kosmos o con l'acronimo KGH. Quindi, negli anni successivi, ha operato per conto della società diversi investimenti nei settori del calcio e degli e-sports. Fra questi, l'operazione più rilevante è stata l'acquisizione delle quote societarie del FC Andorra, unica squadra andorrana a partecipare ai campionati spagnoli, nel dicembre del 2018.
Dopo il ritiro fonda la King’s League, un torneo di calcio a 7 con 12 squadre presiedute da streamers famosi ed ex calciatori come Agüero, Buffon e Casillas; la Final Four si è disputata al Camp Nou davanti a 92.500 tifosi.

## Caratteristiche tecniche
Ha giocato come difensore centrale, ma poteva anche ricoprire il ruolo di mediano, suo ruolo originario ai tempi del Manchester Utd. Abbinava a una buona tecnica un fisico imponente, che gli ha permesso di essere un ottimo colpitore di testa sia nei duelli aerei difensivi, sia sui calci piazzati a favore della sua squadra.
Dotato di ottimi fondamentali, fra cui la lettura delle azioni, il senso della posizione e l'intelligenza tattica, nonché di buone capacità di impostazione del gioco, peccava però in velocità, e talvolta è stato penalizzato da un rendimento incostante, specie nelle ultime fasi della sua carriera.
Considerato da molti uno dei migliori difensori centrali della sua epoca, le sue doti di leadership gli hanno permesso di ricoprire a lungo il ruolo di capitano sia nel Barcellona, sia nella nazionale spagnola.

## Carriera

### Club

#### Gli inizi
Catalano, entra nel settore giovanile del Barcellona all'età di 10 anni, nel 1997, nella categoria Alevín B; negli anni seguenti percorre quindi tutta la trafila (Alevín B e A, Infantil B e A, Cadete B e A, Juvenil B e A) in differenti ruoli difensivi e sviluppando al contempo buone capacità realizzative.

#### Manchester Utd e Real Saragozza
Conclude la parentesi a Barcellona in data 1º luglio 2004, quando firma un contratto professionistico, il primo per lui, con il Manchester Utd; si trasferisce così alla squadra allenata da Alex Ferguson direttamente dal Barcelona B. Fa il suo esordio ufficiale il 26 ottobre dello stesso anno contro il Crewe Alexandra, in un incontro valido per la Football League Cup inglese.
Dopo un altro anno a Manchester, nella stagione 2006-2007 viene prestato al Real Saragozza; qui viene regolarmente schierato come difensore centrale o come mediano davanti alla difesa, potendo così totalizzare 22 presenze di campionato, 18 delle quali da titolare, e due reti. Grazie a questi buoni rendimenti viene richiamato al Manchester Utd al termine della stagione.
Nell'annata 2007-2008 si mette in mostra soprattutto in ambito internazionale, in UEFA Champions League, segnando due reti nella fase a gironi, contro Dinamo Kiev e Roma. La stagione si conclude con la vittoria del titolo nazionale e proprio della Champions League. A causa dello scarso utilizzo in campionato, però, il giovane difensore diventa elemento ricercato in chiave mercato da varie squadre, fra le quali il Barcellona e la Juventus. Il 22 maggio 2008 trova l'accordo con il suo vecchio club, il Barcellona che paga il suo cartellino 4 milioni.

#### Barcellona

##### 2008-2015

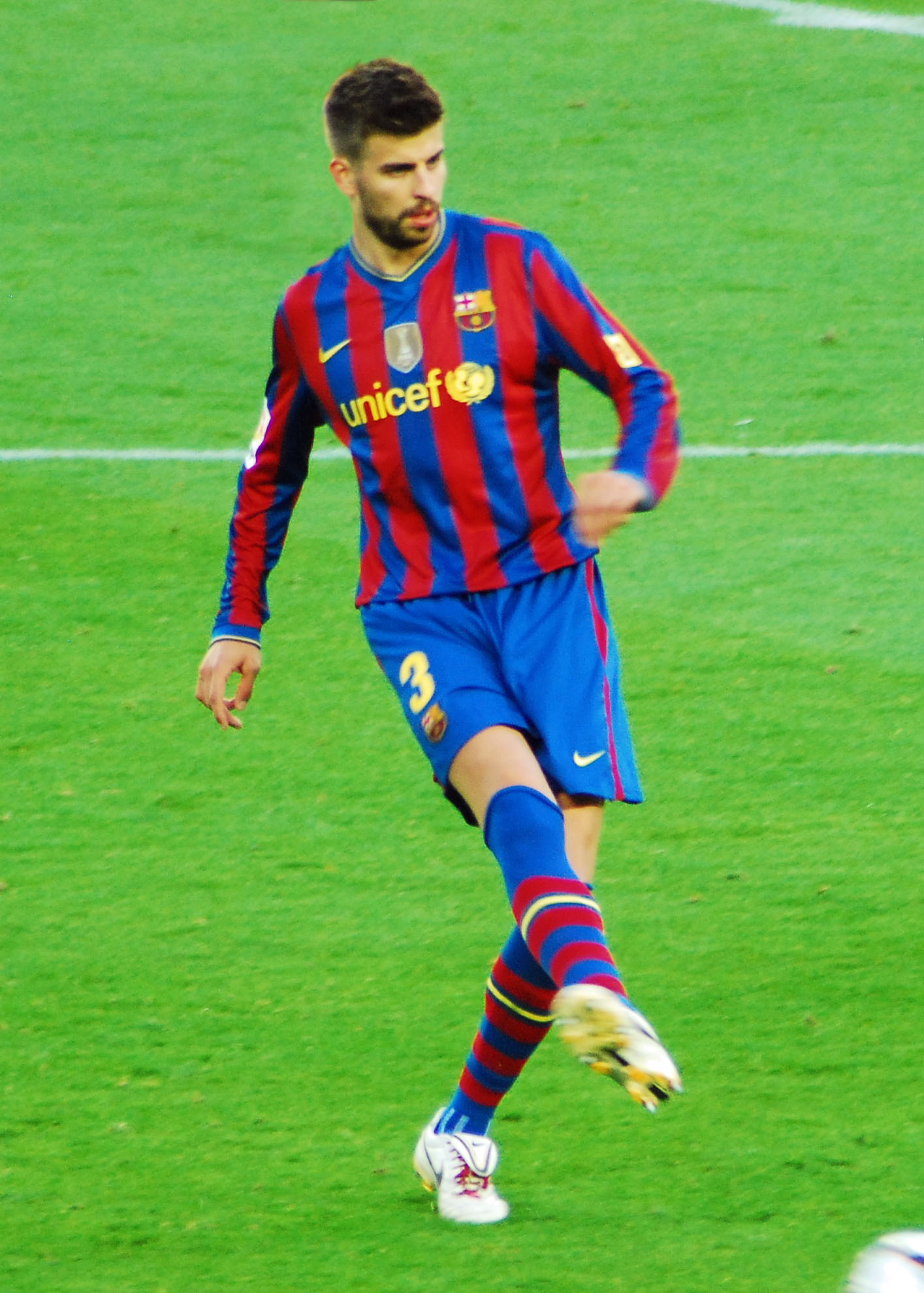
Piqué in azione in maglia blaugrana nel 2010.

Nella stagione 2008-2009 il club catalano realizzò il primo triplete del calcio spagnolo, vincendo cioè campionato, Coppa del Re e Champions League. Piqué disputa 45 gare totali realizzando tre reti, una in ciascuna competizione, tra cui quella che sancisce il definitivo 6-2 inflitto al Real Madrid allo Stadio Santiago Bernabéu; tale rete è anche la centesima nel campionato in corso per il Barcellona. Nella successiva stagione 2009-2010 il Barcellona, oltre alla Liga, fa sue anche Supercoppa di Spagna, Supercoppa UEFA e Coppa del mondo per club, realizzando lo storico sextuple.
La vittoria della Liga si ripete anche nella stagione successiva, e il 28 maggio 2011 Piquè vince la propria terza UEFA Champions League, battendo in finale, come due anni prima, ancora i mancuniani. Piqué gioca la partita da titolare in coppia con Javier Mascherano come difensore centrale. Conclude la stagione con 52 presenze e 4 gol, tre in campionato e uno in Champions League.
La stagione seguente non inizia al meglio per Piqué, condizionato da un infortunio alla fibra muscolare che lo tiene lontano dai campi per un mese. Conclude l'annata vincendo 4 trofei: la Supercoppa UEFA contro il Porto per 2-0, la Copa del Rey, battuto in finale l'Athletic Bilbao, la Supercoppa di Spagna nel doppio confronto contro il Real Madrid e il Mondiale per Club, nella finale vinta 4-0 contro il Santos.

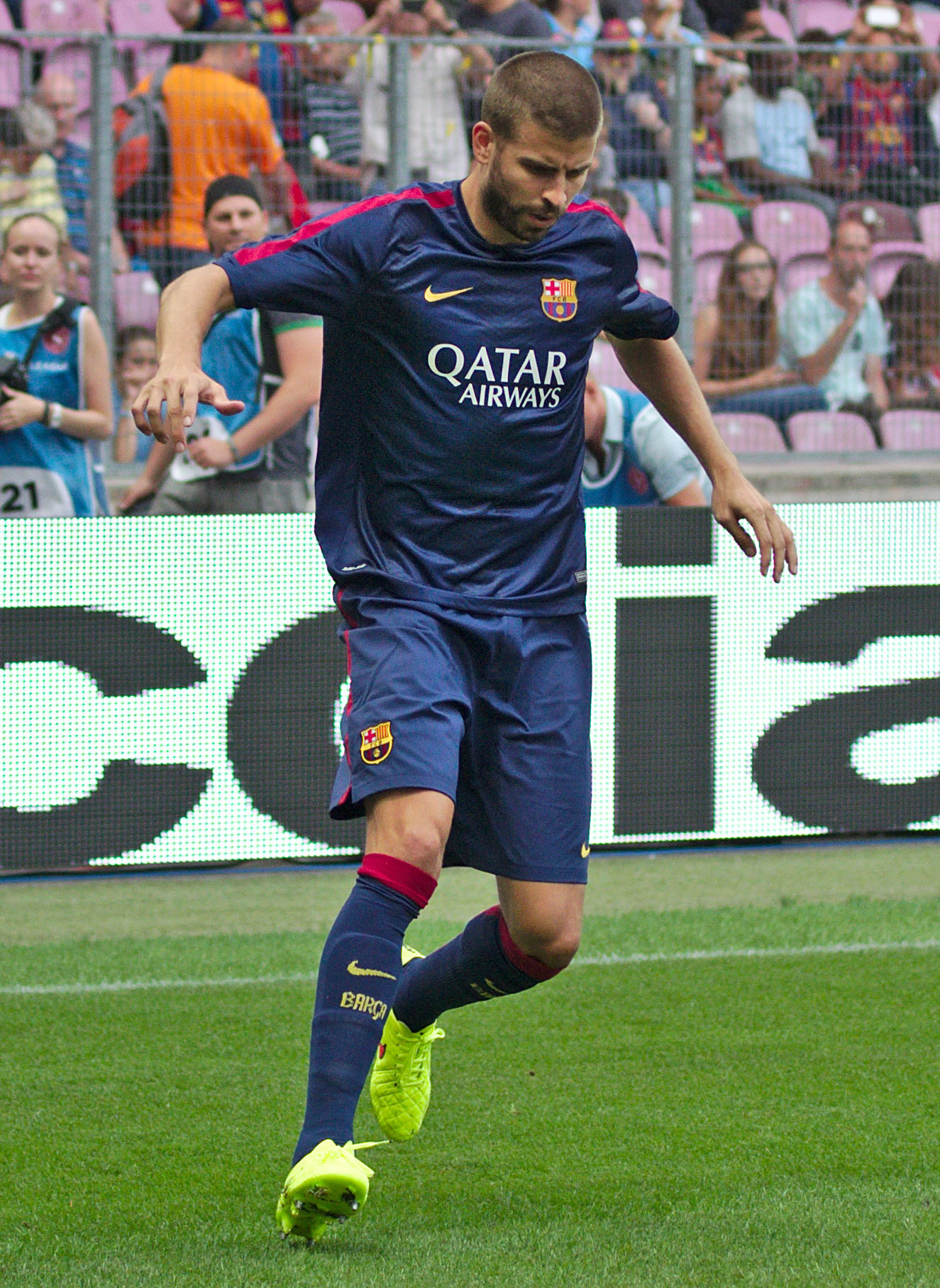
Piqué in allenamento al Barcellona nell'estate del 2014.

Il 29 agosto 2012 perde la Supercoppa di Spagna in favore del Real Madrid. L'11 maggio 2013 vince con cinque giornate d'anticipo la ventiduesima Liga della storia del club. In Champions League, dopo avere battuto il Milan agli ottavi e il PSG ai quarti, i blaugrana escono in semifinale contro il Bayern Monaco.
Il 28 agosto 2013 vince nuovamente la Supercoppa di Spagna, contro l'Atletico Madrid. Il 26 novembre 2013, nel confronto con l'Ajax in Champions League, raggiunge 300 presenze totali in carriera.
Il 17 maggio 2015, grazie alla vittoria esterna contro l'Atlético Madrid, conquista il proprio quinto campionato. La stagione si rivela molto ricca perché il Barcellona mette in bacheca anche la Coppa del Rey e, soprattutto, la quarta Champions League, vinta all'Olympiastadion di Berlino contro la Juventus. Si tratta del secondo triplete blaugrana.

##### 2015-2022
Nel corso della stagione seguente gioca la Supercoppa UEFA contro il Siviglia, in una sfida vinta 5-4 ai tempi supplementari. Perde invece la Supercoppa di Spagna, nella doppia sfida contro l'Atlhetic Bilbao, in cui rimedia un rosso nella partita di ritorno. Vince anche la Coppa del mondo contro il River Plate. A fine stagione conquista il suo sesto campionato e la sua quarta Coppa del Rey; in Champions invece il suo club si ferma ai quarti di finale, sconfitto dall'Atletico Madrid.
La nuova stagione si apre con la vittoria della Supercoppa di Spagna contro il Siviglia, per 2-0 al Ramón Sánchez-Pizjuán e 3-0 al Camp Nou. A fine stagione conquista la sua quinta Coppa del Rey perdendo ai quarti di finale di champions league contro la Juventus e si posiziona secondo nella classifica del campionato, alle spalle del Real Madrid.
La stagione 2017-2018 si apre con la sconfitta nella Supercoppa di Spagna contro il Real Madrid, per 1-3 al Camp Nou e 2-0 al Santiago Bernabeu. A fine anno vince la sua settima Liga e la sua sesta Coppa del Rey in finale contro il Siviglia con un netto 5-0. Chiude la stagione con 49 presenze e 4 gol: due in Liga, entrambi contro l'Espanyol, uno in Champions League contro la Roma e uno in Coppa contro il Real Murcia. Il 18 gennaio 2018, in fase di rinnovo contrattuale, Piqué ottiene una clausola rescissoria da 500 milioni di euro.
Nella stagione 2018-2019, conquista con i blaugrana la Supercoppa di Spagna (contro il Siviglia) e un altro campionato, ma la squadra viene eliminata nei quarti di finale della Champions League, stavolta per mano del Liverpool. Anche l'annata 2019-2020 si conclude in maniera deludente, in particolar modo con la sconfitta per 8-2 contro il Bayern Monaco nei quarti di Champions. Nella stagione successiva, partecipa direttamente alla vittoria della Coppa del Re, segnando uno dei gol nella semifinale contro il Siviglia, e poi partecipando alla finale vinta contro l'Athletic Bilbao.
Dopo essere finito ai margini del nuovo corso targato Xavi, suo ex compagno, nelle due stagioni seguenti, il 3 novembre 2022 Piqué annuncia il suo imminente ritiro dal calcio giocato all'età di 35 anni, dopo 36 trofei vinti, di cui 31 conquistati solo con il Barcellona. Gioca la sua ultima partita due giorni dopo, disputando da titolare, e nell'occasione da capitano, l'incontro di campionato al Camp Nou con l'Almería, vinto per 2-0 dalla formazione catalana; quindi chiude l'attività agonistica l'8 novembre 2022, con la vittoriosa trasferta 1-2 sul terreno dell'Osasuna, suo malgrado venendo espulso dalla panchina e rimediando così il suo dodicesimo e ultimo cartellino rosso in carriera.

### Nazionale

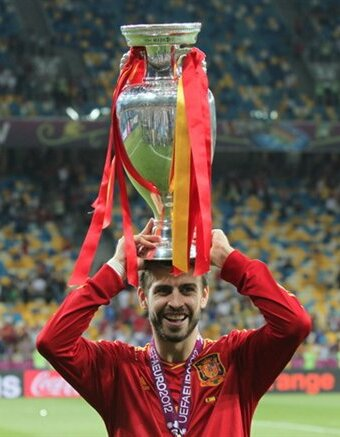
Piqué festeggia la vittoria spagnola a Euro 2012.

Nel 2009 partecipa alla FIFA Confederations Cup 2009 in Sudafrica arrivando in semifinale contro gli Stati Uniti. Sempre in Sudafrica nel 2010 viene convocato per il mondiale, e dimostra di essere il giocatore chiave della difesa assieme al compagno di club Carles Puyol. Gioca da titolare tutte le partite del torneo arrivando a conquistare contro i Paesi Bassi l'ambito trofeo. Viene scelto dal CT della Nazionale Spagnola Vincente del Bosque per partecipare al campionato europeo del 2012, che vincerà per 4-0 in finale contro l'Italia, arrivando così, a 25 anni, a vincere tutte le competizioni possibili. Partecipa anche alla FIFA Confederations Cup 2013 in Brasile, dove rimedia un'espulsione nella finale, persa contro i padroni di casa, e al campionato mondiale di calcio 2014 dove la Spagna è uscita ai gironi.
Viene convocato anche per gli Europei 2016 in Francia. Nella prima partita del girone segna il gol vittoria (partita finita 1-0) nonché il primo della manifestazione per gli spagnoli al minuto 87' contro la Rep. Ceca. La sua competizione termina agli ottavi di finale, dove gli spagnoli vengono eliminati dall'Italia per 2-0.
Il 21 maggio 2018 viene incluso dal commissario tecnico della Spagna Lopetegui nella lista dei convocati per il Mondiale di Russia 2018, che per la nazionale spagnola si conclude allo stadio degli ottavi di finale, nei quali viene sconfitta ai rigori dai padroni di casa della Russia. Il 15 giugno 2018 debutta nel Mondiale di Russia 2018 contro il Portogallo, in una partita che terminerà 3-3. Il 20 giugno 2018, nella partita vinta 1-0 contro l'Iran, raggiunge la presenza numero 100 con la Nazionale spagnola. La selezione iberica si ferma agli ottavi di finale dove perde ai rigori contro la Russia dopo l'1-1 conseguito a seguito dei supplementari; la Spagna era andata in vantaggio, ma poi ha subito l'1-1 su rigore, causato proprio da Piqué con un fallo di mano. L'11 agosto seguente, annuncia il ritiro dalla nazionale.

## Statistiche

### Presenze e reti nei club
Statistiche aggiornate al 5 novembre 2022.
| Stagione              | Squadra               | Campionato            | Campionato | Campionato | Coppe nazionali | Coppe nazionali | Coppe nazionali | Coppe continentali | Coppe continentali | Coppe continentali | Altre coppe | Altre coppe | Altre coppe | Totale | Totale |
| Stagione              | Squadra               | Comp                  | Pres       | Reti       | Comp            | Pres            | Reti            | Comp               | Pres               | Reti               | Comp        | Pres        | Reti        | Pres   | Reti   |
| --------------------- | --------------------- | --------------------- | ---------- | ---------- | --------------- | --------------- | --------------- | ------------------ | ------------------ | ------------------ | ----------- | ----------- | ----------- | ------ | ------ |
| 2004-2005             | Manchester Utd        | PL                    | 0          | 0          | FACup+CdL       | 1+1             | 0               | UCL                | 1                  | 0                  | -           | -           | -           | 3      | 0      |
| 2005-2006             | Manchester Utd        | PL                    | 3          | 0          | FACup+CdL       | 2+2             | 0               | UCL                | 0                  | 0                  | -           | -           | -           | 7      | 0      |
| 2006-2007             | Real Saragozza        | PD                    | 22         | 2          | CR              | 6               | 1               | -                  | -                  | -                  | -           | -           | -           | 28     | 3      |
| 2007-2008             | Manchester Utd        | PL                    | 9          | 0          | FACup+CdL       | 0+1             | 0               | UCL                | 3                  | 2                  | CS          | 0           | 0           | 13     | 2      |
| Totale Manchester Utd | Totale Manchester Utd | Totale Manchester Utd | 12         | 0          |                 | 7               | 0               |                    | 4                  | 2                  |             | 0           | 0           | 23     | 2      |
| 2008-2009             | Barcellona            | PD                    | 25         | 1          | CR              | 6               | 1               | UCL                | 14                 | 1                  | -           | -           | -           | 45     | 3      |
| 2009-2010             | Barcellona            | PD                    | 32         | 2          | CR              | 1               | 0               | UCL                | 11                 | 2                  | SS+SU+Cmc   | 2+1+2       | 0           | 49     | 4      |
| 2010-2011             | Barcellona            | PD                    | 31         | 3          | CR              | 7               | 0               | UCL                | 12                 | 1                  | SS          | 1           | 0           | 51     | 4      |
| 2011-2012             | Barcellona            | PD                    | 22         | 2          | CR              | 8               | 0               | UCL                | 5                  | 0                  | SS+SU+Cmc   | 2+0+1       | 0           | 38     | 2      |
| 2012-2013             | Barcellona            | PD                    | 28         | 2          | CR              | 4               | 1               | UCL                | 10                 | 0                  | SS          | 2           | 0           | 44     | 3      |
| 2013-2014             | Barcellona            | PD                    | 26         | 2          | CR              | 2               | 0               | UCL                | 9                  | 2                  | SS          | 2           | 0           | 39     | 4      |
| 2014-2015             | Barcellona            | PD                    | 27         | 5          | CR              | 6               | 1               | UCL                | 11                 | 1                  | -           | -           | -           | 44     | 7      |
| 2015-2016             | Barcellona            | PD                    | 30         | 2          | CR              | 5               | 2               | UCL                | 7                  | 1                  | SU+SS+Cmc   | 1+1+2       | 0           | 46     | 5      |
| 2016-2017             | Barcellona            | PD                    | 25         | 2          | CR              | 7               | 0               | UCL                | 8                  | 1                  | SS          | 1           | 0           | 41     | 3      |
| 2017-2018             | Barcellona            | PD                    | 30         | 2          | CR              | 8               | 1               | UCL                | 9                  | 1                  | SS          | 2           | 0           | 49     | 4      |
| 2018-2019             | Barcellona            | PD                    | 35         | 4          | CR              | 5               | 0               | UCL                | 11                 | 2                  | SS          | 1           | 1           | 52     | 7      |
| 2019-2020             | Barcellona            | PD                    | 35         | 1          | CR              | 2               | 0               | UCL                | 7                  | 0                  | SS          | 1           | 0           | 45     | 1      |
| 2020-2021             | Barcellona            | PD                    | 18         | 0          | CR              | 2               | 1               | UCL                | 3                  | 1                  | SS          | -           | -           | 23     | 2      |
| 2021-2022             | Barcellona            | PD                    | 27         | 1          | CR              | 2               | 0               | UCL+UEL            | 5+5                | 1+1                | SS          | 1           | 0           | 40     | 3      |
| 2022-2023             | Barcellona            | PD                    | 6          | 0          | CR              | 0               | 0               | UCL                | 4                  | 0                  | SS          | 0           | 0           | 10     | 0      |
| Totale Barcellona     | Totale Barcellona     | Totale Barcellona     | 397        | 29         |                 | 65              | 7               |                    | 131                | 15                 |             | 23          | 1           | 616    | 52     |
| Totale carriera       | Totale carriera       | Totale carriera       | 431        | 32         |                 | 78              | 8               |                    | 135                | 17                 |             | 23          | 1           | 667    | 57     |

### Cronologia presenze e reti in nazionale
| Cronologia completa delle presenze e delle reti in nazionale ― Spagna | Cronologia completa delle presenze e delle reti in nazionale ― Spagna | Cronologia completa delle presenze e delle reti in nazionale ― Spagna | Cronologia completa delle presenze e delle reti in nazionale ― Spagna | Cronologia completa delle presenze e delle reti in nazionale ― Spagna | Cronologia completa delle presenze e delle reti in nazionale ― Spagna | Cronologia completa delle presenze e delle reti in nazionale ― Spagna | Cronologia completa delle presenze e delle reti in nazionale ― Spagna |
| Data                                                                  | Città                                                                 | In casa                                                               | Risultato                                                             | Ospiti                                                                | Competizione                                                          | Reti                                                                  | Note                                                                  |
| --------------------------------------------------------------------- | --------------------------------------------------------------------- | --------------------------------------------------------------------- | --------------------------------------------------------------------- | --------------------------------------------------------------------- | --------------------------------------------------------------------- | --------------------------------------------------------------------- | --------------------------------------------------------------------- |
| 11-2-2009                                                             | Siviglia                                                              | Spagna                                                                | 2 – 0                                                                 | Inghilterra                                                           | Amichevole                                                            | -                                                                     |                                                                       |
| 28-3-2009                                                             | Madrid                                                                | Spagna                                                                | 1 – 0                                                                 | Turchia                                                               | Qual. Mondiali 2010                                                   | 1                                                                     |                                                                       |
| 1-4-2009                                                              | Istanbul                                                              | Turchia                                                               | 1 – 2                                                                 | Spagna                                                                | Qual. Mondiali 2010                                                   | -                                                                     |                                                                       |
| 17-6-2009                                                             | Bloemfontein                                                          | Spagna                                                                | 1 – 0                                                                 | Iraq                                                                  | Conf. Cup 2009 - 1º turno                                             | -                                                                     |                                                                       |
| 20-6-2009                                                             | Bloemfontein                                                          | Spagna                                                                | 2 – 0                                                                 | Sudafrica                                                             | Conf. Cup 2009 - 1º turno                                             | -                                                                     | 56’                                                                   |
| 24-6-2009                                                             | Bloemfontein                                                          | Spagna                                                                | 0 – 2                                                                 | Stati Uniti                                                           | Conf. Cup 2009 - Semifinale                                           | -                                                                     | 89’                                                                   |
| 28-6-2009                                                             | Rustenburg                                                            | Spagna                                                                | 3 – 2 dts                                                             | Sudafrica                                                             | Conf. Cup 2009 - Finale 3º posto                                      | -                                                                     | 77’                                                                   |
| 12-8-2009                                                             | Skopje                                                                | Macedonia                                                             | 2 – 3                                                                 | Spagna                                                                | Amichevole                                                            | 1                                                                     |                                                                       |
| 5-9-2009                                                              | La Coruña                                                             | Spagna                                                                | 5 – 0                                                                 | Belgio                                                                | Qual. Mondiali 2010                                                   | 1                                                                     |                                                                       |
| 9-9-2009                                                              | Mérida                                                                | Spagna                                                                | 3 – 0                                                                 | Estonia                                                               | Qual. Mondiali 2010                                                   | -                                                                     |                                                                       |
| 10-10-2009                                                            | Erevan                                                                | Armenia                                                               | 1 – 2                                                                 | Spagna                                                                | Qual. Mondiali 2010                                                   | -                                                                     | 46’                                                                   |
| 14-10-2009                                                            | Zenica                                                                | Bosnia ed Erzegovina                                                  | 2 – 5                                                                 | Spagna                                                                | Qual. Mondiali 2010                                                   | 1                                                                     | 77’                                                                   |
| 14-11-2009                                                            | Madrid                                                                | Spagna                                                                | 2 – 1                                                                 | Argentina                                                             | Amichevole                                                            | -                                                                     |                                                                       |
| 3-3-2010                                                              | Saint-Denis                                                           | Francia                                                               | 0 – 2                                                                 | Spagna                                                                | Amichevole                                                            | -                                                                     |                                                                       |
| 29-5-2010                                                             | Innsbruck                                                             | Spagna                                                                | 3 – 2                                                                 | Arabia Saudita                                                        | Amichevole                                                            | -                                                                     |                                                                       |
| 8-6-2010                                                              | Murcia                                                                | Spagna                                                                | 6 – 0                                                                 | Polonia                                                               | Amichevole                                                            | -                                                                     |                                                                       |
| 16-6-2010                                                             | Durban                                                                | Spagna                                                                | 0 – 1                                                                 | Svizzera                                                              | Mondiali 2010 - 1º turno                                              | -                                                                     |                                                                       |
| 21-6-2010                                                             | Johannesburg                                                          | Spagna                                                                | 2 – 0                                                                 | Honduras                                                              | Mondiali 2010 - 1º turno                                              | -                                                                     |                                                                       |
| 25-6-2010                                                             | Pretoria                                                              | Cile                                                                  | 1 – 2                                                                 | Spagna                                                                | Mondiali 2010 - 1º turno                                              | -                                                                     |                                                                       |
| 29-6-2010                                                             | Città del Capo                                                        | Spagna                                                                | 1 – 0                                                                 | Portogallo                                                            | Mondiali 2010 - Ottavi di finale                                      | -                                                                     |                                                                       |
| 3-7-2010                                                              | Johannesburg                                                          | Spagna                                                                | 1 – 0                                                                 | Paraguay                                                              | Mondiali 2010 - Quarti di finale                                      | -                                                                     | 57’                                                                   |
| 7-7-2010                                                              | Durban                                                                | Germania                                                              | 0 – 1                                                                 | Spagna                                                                | Mondiali 2010 - Semifinale                                            | -                                                                     |                                                                       |
| 11-7-2010                                                             | Johannesburg                                                          | Paesi Bassi                                                           | 0 – 1                                                                 | Spagna                                                                | Mondiali 2010 - Finale                                                | -                                                                     |                                                                       |
| 11-8-2010                                                             | Città del Messico                                                     | Messico                                                               | 1 – 1                                                                 | Spagna                                                                | Amichevole                                                            | -                                                                     | 65’                                                                   |
| 3-9-2010                                                              | Vaduz                                                                 | Liechtenstein                                                         | 0 – 4                                                                 | Spagna                                                                | Qual. Euro 2012                                                       | -                                                                     |                                                                       |
| 7-9-2010                                                              | Buenos Aires                                                          | Argentina                                                             | 4 – 1                                                                 | Spagna                                                                | Amichevole                                                            | -                                                                     |                                                                       |
| 8-10-2010                                                             | Salamanca                                                             | Spagna                                                                | 3 – 1                                                                 | Lituania                                                              | Qual. Euro 2012                                                       | -                                                                     |                                                                       |
| 12-10-2010                                                            | Glasgow                                                               | Scozia                                                                | 2 – 3                                                                 | Spagna                                                                | Qual. Euro 2012                                                       | -                                                                     |                                                                       |
| 17-11-2010                                                            | Lisbona                                                               | Portogallo                                                            | 4 – 0                                                                 | Spagna                                                                | Amichevole                                                            | -                                                                     | 46’                                                                   |
| 9-2-2011                                                              | Madrid                                                                | Spagna                                                                | 1 – 0                                                                 | Colombia                                                              | Amichevole                                                            | -                                                                     | 6’                                                                    |
| 25-3-2011                                                             | Granada                                                               | Spagna                                                                | 2 – 1                                                                 | Rep. Ceca                                                             | Qual. Euro 2012                                                       | -                                                                     |                                                                       |
| 29-3-2011                                                             | Kaunas                                                                | Lituania                                                              | 1 – 3                                                                 | Spagna                                                                | Qual. Euro 2012                                                       | -                                                                     | 90’                                                                   |
| 4-6-2011                                                              | Foxborough                                                            | Stati Uniti                                                           | 0 – 4                                                                 | Spagna                                                                | Amichevole                                                            | -                                                                     |                                                                       |
| 10-8-2011                                                             | Bari                                                                  | Italia                                                                | 2 – 1                                                                 | Spagna                                                                | Amichevole                                                            | -                                                                     | 45’                                                                   |
| 7-10-2011                                                             | Praga                                                                 | Rep. Ceca                                                             | 0 – 2                                                                 | Spagna                                                                | Qual. Euro 2012                                                       | -                                                                     |                                                                       |
| 11-10-2011                                                            | Alicante                                                              | Spagna                                                                | 3 – 1                                                                 | Scozia                                                                | Qual. Euro 2012                                                       | -                                                                     |                                                                       |
| 12-11-2011                                                            | Londra                                                                | Inghilterra                                                           | 1 – 0                                                                 | Spagna                                                                | Amichevole                                                            | -                                                                     |                                                                       |
| 29-2-2012                                                             | Malaga                                                                | Spagna                                                                | 5 – 0                                                                 | Venezuela                                                             | Amichevole                                                            | -                                                                     |                                                                       |
| 3-6-2012                                                              | Siviglia                                                              | Spagna                                                                | 1 – 0                                                                 | Cina                                                                  | Amichevole                                                            | -                                                                     | 56’                                                                   |
| 10-6-2012                                                             | Danzica                                                               | Spagna                                                                | 1 – 1                                                                 | Italia                                                                | Euro 2012 - 1º turno                                                  | -                                                                     |                                                                       |
| 14-6-2012                                                             | Danzica                                                               | Spagna                                                                | 4 – 0                                                                 | Irlanda                                                               | Euro 2012 - 1º turno                                                  | -                                                                     |                                                                       |
| 18-6-2012                                                             | Danzica                                                               | Croazia                                                               | 0 – 1                                                                 | Spagna                                                                | Euro 2012 - 1º turno                                                  | -                                                                     |                                                                       |
| 23-6-2012                                                             | Donec'k                                                               | Spagna                                                                | 2 – 0                                                                 | Francia                                                               | Euro 2012 - Quarti di finale                                          | -                                                                     |                                                                       |
| 27-6-2012                                                             | Donec'k                                                               | Spagna                                                                | 0 – 0 dts (4 – 2 dtr)                                                 | Portogallo                                                            | Euro 2012 - Semifinale                                                | -                                                                     |                                                                       |
| 1-7-2012                                                              | Kiev                                                                  | Spagna                                                                | 4 – 0                                                                 | Italia                                                                | Euro 2012 - Finale                                                    | -                                                                     | 25’                                                                   |
| 15-8-2012                                                             | Bayamón                                                               | Porto Rico                                                            | 1 – 2                                                                 | Spagna                                                                | Amichevole                                                            | -                                                                     | 46’                                                                   |
| 7-9-2012                                                              | Pontevedra                                                            | Spagna                                                                | 5 – 0                                                                 | Arabia Saudita                                                        | Amichevole                                                            | -                                                                     | 46’                                                                   |
| 11-9-2012                                                             | Tbilisi                                                               | Georgia                                                               | 0 – 1                                                                 | Spagna                                                                | Qual. Mondiali 2014                                                   | -                                                                     |                                                                       |
| 6-2-2013                                                              | Doha                                                                  | Spagna                                                                | 3 – 1                                                                 | Uruguay                                                               | Amichevole                                                            | -                                                                     | 46’                                                                   |
| 22-3-2013                                                             | Gijón                                                                 | Spagna                                                                | 1 – 1                                                                 | Finlandia                                                             | Qual. Mondiali 2014                                                   | -                                                                     |                                                                       |
| 26-3-2013                                                             | Saint-Denis                                                           | Francia                                                               | 0 – 1                                                                 | Spagna                                                                | Qual. Mondiali 2014                                                   | -                                                                     |                                                                       |
| 8-6-2013                                                              | Miami Gardens                                                         | Spagna                                                                | 2 – 1                                                                 | Haiti                                                                 | Amichevole                                                            | -                                                                     | 46’                                                                   |
| 11-6-2013                                                             | New York                                                              | Spagna                                                                | 2 – 0                                                                 | Irlanda                                                               | Amichevole                                                            | -                                                                     |                                                                       |
| 16-6-2013                                                             | Recife                                                                | Spagna                                                                | 2 – 1                                                                 | Uruguay                                                               | Conf. Cup 2013 - 1º turno                                             | -                                                                     | 36’                                                                   |
| 23-6-2013                                                             | Fortaleza                                                             | Nigeria                                                               | 0 – 3                                                                 | Spagna                                                                | Conf. Cup 2013 - 1º turno                                             | -                                                                     |                                                                       |
| 27-6-2013                                                             | Fortaleza                                                             | Spagna                                                                | 0 – 0 dts (7 – 6 dtr)                                                 | Italia                                                                | Conf. Cup 2013 - Semifinale                                           | -                                                                     | 106’                                                                  |
| 30-6-2013                                                             | Rio de Janeiro                                                        | Brasile                                                               | 3 – 0                                                                 | Spagna                                                                | Conf. Cup 2013 - Finale                                               | -                                                                     | 68’                                                                   |
| 11-10-2013                                                            | Palma di Maiorca                                                      | Spagna                                                                | 2 – 1                                                                 | Bielorussia                                                           | Qual. Mondiali 2014                                                   | -                                                                     | 33’                                                                   |
| 15-10-2013                                                            | Albacete                                                              | Spagna                                                                | 2 – 0                                                                 | Georgia                                                               | Qual. Mondiali 2014                                                   | -                                                                     |                                                                       |
| 30-5-2014                                                             | Siviglia                                                              | Spagna                                                                | 2 – 0                                                                 | Bolivia                                                               | Amichevole                                                            | -                                                                     | 46’                                                                   |
| 13-6-2014                                                             | Salvador                                                              | Spagna                                                                | 1 – 5                                                                 | Paesi Bassi                                                           | Mondiali 2014 - 1º turno                                              | -                                                                     |                                                                       |
| 9-10-2014                                                             | Žilina                                                                | Slovacchia                                                            | 2 – 1                                                                 | Spagna                                                                | Qual. Euro 2016                                                       | -                                                                     |                                                                       |
| 12-10-2014                                                            | Lussemburgo                                                           | Lussemburgo                                                           | 0 – 4                                                                 | Spagna                                                                | Qual. Euro 2016                                                       | -                                                                     | 75’                                                                   |
| 15-11-2014                                                            | Huelva                                                                | Spagna                                                                | 3 – 0                                                                 | Bielorussia                                                           | Qual. Euro 2016                                                       | -                                                                     |                                                                       |
| 18-11-2014                                                            | Vigo                                                                  | Spagna                                                                | 0 – 1                                                                 | Germania                                                              | Amichevole                                                            | -                                                                     | 46’                                                                   |
| 27-3-2015                                                             | Siviglia                                                              | Spagna                                                                | 1 – 0                                                                 | Ucraina                                                               | Qual. Euro 2016                                                       | -                                                                     |                                                                       |
| 31-3-2015                                                             | Amsterdam                                                             | Paesi Bassi                                                           | 2 – 0                                                                 | Spagna                                                                | Amichevole                                                            | -                                                                     | 68’                                                                   |
| 11-6-2015                                                             | León                                                                  | Spagna                                                                | 2 – 1                                                                 | Costa Rica                                                            | Amichevole                                                            | -                                                                     | 58’                                                                   |
| 14-6-2015                                                             | Barysaŭ                                                               | Bielorussia                                                           | 0 – 1                                                                 | Spagna                                                                | Qual. Euro 2016                                                       | -                                                                     |                                                                       |
| 5-9-2015                                                              | Oviedo                                                                | Spagna                                                                | 2 – 0                                                                 | Slovacchia                                                            | Qual. Euro 2016                                                       | -                                                                     |                                                                       |
| 8-9-2015                                                              | Skopje                                                                | Macedonia                                                             | 0 – 1                                                                 | Spagna                                                                | Qual. Euro 2016                                                       | -                                                                     |                                                                       |
| 9-10-2015                                                             | Logroño                                                               | Spagna                                                                | 4 – 0                                                                 | Lussemburgo                                                           | Qual. Euro 2016                                                       | -                                                                     |                                                                       |
| 13-11-2015                                                            | Alicante                                                              | Spagna                                                                | 2 – 0                                                                 | Inghilterra                                                           | Amichevole                                                            | -                                                                     |                                                                       |
| 24-3-2016                                                             | Udine                                                                 | Italia                                                                | 1 – 1                                                                 | Spagna                                                                | Amichevole                                                            | -                                                                     | 73’                                                                   |
| 27-3-2016                                                             | Cluj-Napoca                                                           | Romania                                                               | 0 – 0                                                                 | Spagna                                                                | Amichevole                                                            | -                                                                     | 52’                                                                   |
| 1-6-2016                                                              | Salisburgo                                                            | Spagna                                                                | 6 – 1                                                                 | Corea del Sud                                                         | Amichevole                                                            | -                                                                     | 59’                                                                   |
| 7-6-2016                                                              | Getafe                                                                | Spagna                                                                | 0 – 1                                                                 | Georgia                                                               | Amichevole                                                            | -                                                                     |                                                                       |
| 13-6-2016                                                             | Tolosa                                                                | Spagna                                                                | 1 – 0                                                                 | Rep. Ceca                                                             | Euro 2016 - 1º turno                                                  | 1                                                                     |                                                                       |
| 17-6-2016                                                             | Nizza                                                                 | Spagna                                                                | 3 – 0                                                                 | Turchia                                                               | Euro 2016 - 1º turno                                                  | -                                                                     |                                                                       |
| 21-6-2016                                                             | Bordeaux                                                              | Croazia                                                               | 2 – 1                                                                 | Spagna                                                                | Euro 2016 - 1º turno                                                  | -                                                                     |                                                                       |
| 27-6-2016                                                             | Saint-Denis                                                           | Italia                                                                | 2 – 0                                                                 | Spagna                                                                | Euro 2016 - Ottavi di finale                                          | -                                                                     | cap.                                                                  |
| 1-9-2016                                                              | Bruxelles                                                             | Belgio                                                                | 0 – 2                                                                 | Spagna                                                                | Amichevole                                                            | -                                                                     | 59’                                                                   |
| 5-9-2016                                                              | León                                                                  | Spagna                                                                | 8 – 0                                                                 | Liechtenstein                                                         | Qual. Mondiali 2018                                                   | -                                                                     |                                                                       |
| 6-10-2016                                                             | Torino                                                                | Italia                                                                | 1 – 1                                                                 | Spagna                                                                | Qual. Mondiali 2018                                                   | -                                                                     | 85’                                                                   |
| 9-10-2016                                                             | Scutari                                                               | Albania                                                               | 0 – 2                                                                 | Spagna                                                                | Qual. Mondiali 2018                                                   | -                                                                     |                                                                       |
| 24-3-2017                                                             | Gijón                                                                 | Spagna                                                                | 4 – 1                                                                 | Israele                                                               | Qual. Mondiali 2018                                                   | -                                                                     |                                                                       |
| 28-3-2017                                                             | Saint-Denis                                                           | Francia                                                               | 0 – 2                                                                 | Spagna                                                                | Amichevole                                                            | -                                                                     |                                                                       |
| 7-6-2017                                                              | Murcia                                                                | Spagna                                                                | 2 – 2                                                                 | Colombia                                                              | Amichevole                                                            | -                                                                     | 56’                                                                   |
| 11-6-2017                                                             | Skopje                                                                | Macedonia                                                             | 1 – 2                                                                 | Spagna                                                                | Qual. Mondiali 2018                                                   | -                                                                     |                                                                       |
| 2-9-2017                                                              | Madrid                                                                | Spagna                                                                | 3 – 0                                                                 | Italia                                                                | Qual. Mondiali 2018                                                   | -                                                                     |                                                                       |
| 5-9-2017                                                              | Vaduz                                                                 | Liechtenstein                                                         | 0 – 8                                                                 | Spagna                                                                | Qual. Mondiali 2018                                                   | -                                                                     |                                                                       |
| 6-10-2017                                                             | Alicante                                                              | Spagna                                                                | 3 – 0                                                                 | Albania                                                               | Qual. Mondiali 2018                                                   | -                                                                     | 48’ - 60’                                                             |
| 9-10-2017                                                             | Gerusalemme                                                           | Israele                                                               | 0 – 1                                                                 | Spagna                                                                | Qual. Mondiali 2018                                                   | -                                                                     |                                                                       |
| 11-11-2017                                                            | Malaga                                                                | Spagna                                                                | 5 – 0                                                                 | Costa Rica                                                            | Amichevole                                                            | -                                                                     | 46’                                                                   |
| 14-11-2017                                                            | San Pietroburgo                                                       | Russia                                                                | 3 – 3                                                                 | Spagna                                                                | Amichevole                                                            | -                                                                     |                                                                       |
| 23-3-2018                                                             | Düsseldorf                                                            | Germania                                                              | 1 – 1                                                                 | Spagna                                                                | Amichevole                                                            | -                                                                     | 51’                                                                   |
| 27-3-2018                                                             | Madrid                                                                | Spagna                                                                | 6 – 1                                                                 | Argentina                                                             | Amichevole                                                            | -                                                                     | 76’                                                                   |
| 3-6-2018                                                              | Vila-real                                                             | Spagna                                                                | 1 – 1                                                                 | Svizzera                                                              | Amichevole                                                            | -                                                                     |                                                                       |
| 9-6-2018                                                              | Krasnodar                                                             | Tunisia                                                               | 0 – 1                                                                 | Spagna                                                                | Amichevole                                                            | -                                                                     |                                                                       |
| 15-6-2018                                                             | Soči                                                                  | Portogallo                                                            | 3 – 3                                                                 | Spagna                                                                | Mondiali 2018 - 1º turno                                              | -                                                                     |                                                                       |
| 20-6-2018                                                             | Kazan'                                                                | Iran                                                                  | 0 – 1                                                                 | Spagna                                                                | Mondiali 2018 - 1º turno                                              | -                                                                     |                                                                       |
| 25-6-2018                                                             | Kaliningrad                                                           | Spagna                                                                | 2 – 2                                                                 | Marocco                                                               | Mondiali 2018 - 1º turno                                              | -                                                                     |                                                                       |
| 1-7-2018                                                              | Mosca                                                                 | Spagna                                                                | 1 – 1 dts (3 – 4 dtr)                                                 | Russia                                                                | Mondiali 2018 - Ottavi di finale                                      | -                                                                     | 40’                                                                   |
| Totale                                                                |                                                                       | Presenze (12º posto)                                                  | 102                                                                   |                                                                       | Reti                                                                  | 5                                                                     |                                                                       |

## Palmarès

### Club

#### Competizioni nazionali
- Coppa di Lega inglese: 1

Manchester Utd: 2005-2006
- Community Shield: 1

Manchester Utd: 2007
- Campionato inglese: 1

Manchester Utd: 2007-2008
- Campionato spagnolo: 9

Barcellona: 2008-2009, 2009-2010, 2010-2011, 2012-2013, 2014-2015, 2015-2016, 2017-2018, 2018-2019, 2022-2023
- Coppa di Spagna: 7

Barcellona: 2008-2009, 2011-2012, 2014-2015, 2015-2016, 2016-2017, 2017-2018, 2020-2021
- Supercoppa di Spagna: 6

Barcellona: 2009, 2010, 2011, 2013, 2016, 2018

#### Competizioni internazionali
- UEFA Champions League: 4

Manchester Utd: 2007-2008
Barcellona: 2008-2009, 2010-2011, 2014-2015
- Supercoppa UEFA: 3

Barcellona: 2009, 2011, 2015
- Coppa del mondo per club: 3

Barcellona: 2009, 2011, 2015

### Nazionale
- Campionato mondiale: 1

Sudafrica 2010
- Campionato d'Europa: 1

Polonia-Ucraina 2012

### Individuale
- FIFA/FIFPro World XI: 4

2010, 2011, 2012, 2016
- Squadra dell'anno UEFA: 5

2010, 2011, 2012, 2015, 2016
- ESM Team of the Year: 2

2010-2011, 2013-2014
- Squadra ideale degli Europei: 1

Polonia-Ucraina 2012
- Squadra ideale della Liga: 2

2014-2015, 2015-2016
- Squadra della stagione della UEFA Champions League: 1

2014-2015
- Globe Soccer Awards: 1

Premio alla carriera per calciatori: 2020